# دار كول (بيش كوه زلاغي)
دار کول (بالفارسية: درکول) هي قرية تقع في إيران في قسم بیش کوه زلاغي الریفي. يقدر عدد سكانها بـ 67 نسمة .